# Сагеней (город)
Сагеней (фр. Ville de Saguenay) — город в провинции Квебек, Канада. Расположен в долине реки Сагеней, в 200 км к северо-западу от столицы провинции города Квебек. Назван в честь загадочного Королевства Сагеней, где, по рассказам ирокезов, якобы обитали люди с белой кожей и светлыми волосами (в настоящее время отождествляется с Винландом, недолговечной колонией скандинавов в Северной Америке).
Сагеней был образован в 2001 году путём административного укрупнения и слияния нескольких населённых пунктов, ныне образующих полицентрическую агломерацию площадью 1 136 км² и населением 146 641 чел. (2008 г., оценка). Разделяется на три крупных района (бывшие города): Шикутими, Жонкьер, Ла-Бе и их более мелкие пригороды.
Основное занятие населения — лесозаготовка и лесопереработка, выработка гидроэлектроэнергии, в меньшей степени постиндустриальные сектора.
В городе действует Квебекский университет в Шикутими.

## Спорт
В городе базируется юниорская хоккейная команда «Шикутими Сагенинс», выступающая в Главной юниорской хоккейной лиге Квебека (QMJHL).